# Scooby Doo: Pogromcy wampirów
Scooby Doo: Pogromcy wampirów (ang. Scooby-Doo! Music of the Vampire) – 22. film animowany i 17. pełnometrażowy film z serii Scooby Doo. Wyprodukowany w roku 2011. Następca filmu Scooby Doo: Epoka Pantozaura.

## Fabuła
Tajemnicza Spółka nie ma na razie nowych zleceń, i czas by trochę odpoczęli. Velma zabiera ich więc na.... zjazd wampirów! Teraz młodzi detektywi mają do rozwiązania nową zagadkę z wampirami w roli głównej. Co najgorsze, Daphne wbrew swojej woli została wybrana na żonę wampira. Czy przyjaciołom uda się odkryć tajemnicę i uchronić Daphne od ślubu?

## Wersja polska
Dystrybucja na terenie Polski: Galapagos Films

Wersja polska: M.R. Sound Studio

Reżyseria: Dobrosława Bałazy

Dialogi: Dorota Filipek-Załęska

Dźwięk i montaż: Krzysztof Podolski

Kierownictwo produkcji: Marzena Wiśniewska

Teksty piosenek: Andrzej Brzeski

Kierownictwo muzyczne: Piotr Gogol

Wystąpili:
- Agata Gawrońska – Velma
- Beata Jankowska-Tzimas – Daphne
- Ryszard Olesiński – Scooby Doo
- Jacek Bończyk – Kudłaty
- Jacek Kopczyński – Fred
- Paweł Szczesny –
  - Vincent van Helsing,
  - Valdronya
- Leszek Zduń – Chester
- Anna Apostolakis – Lita Rutland
- Katarzyna Łaska – Kelly Smith
- Tomasz Steciuk – Tulie

oraz:
- Waldemar Barwiński – Daniel
- Adam Krylik – Bram

Śpiewali: Beata Jankowska-Tzimas, Katarzyna Łaska, Magdalena Tul, Jacek Bończyk, Adam Krylik, Tomasz Steciuk, Krzysztof Pietrzak, Artur Bomert
Lektor: Tomasz Marzecki